# Jurij Gagarin

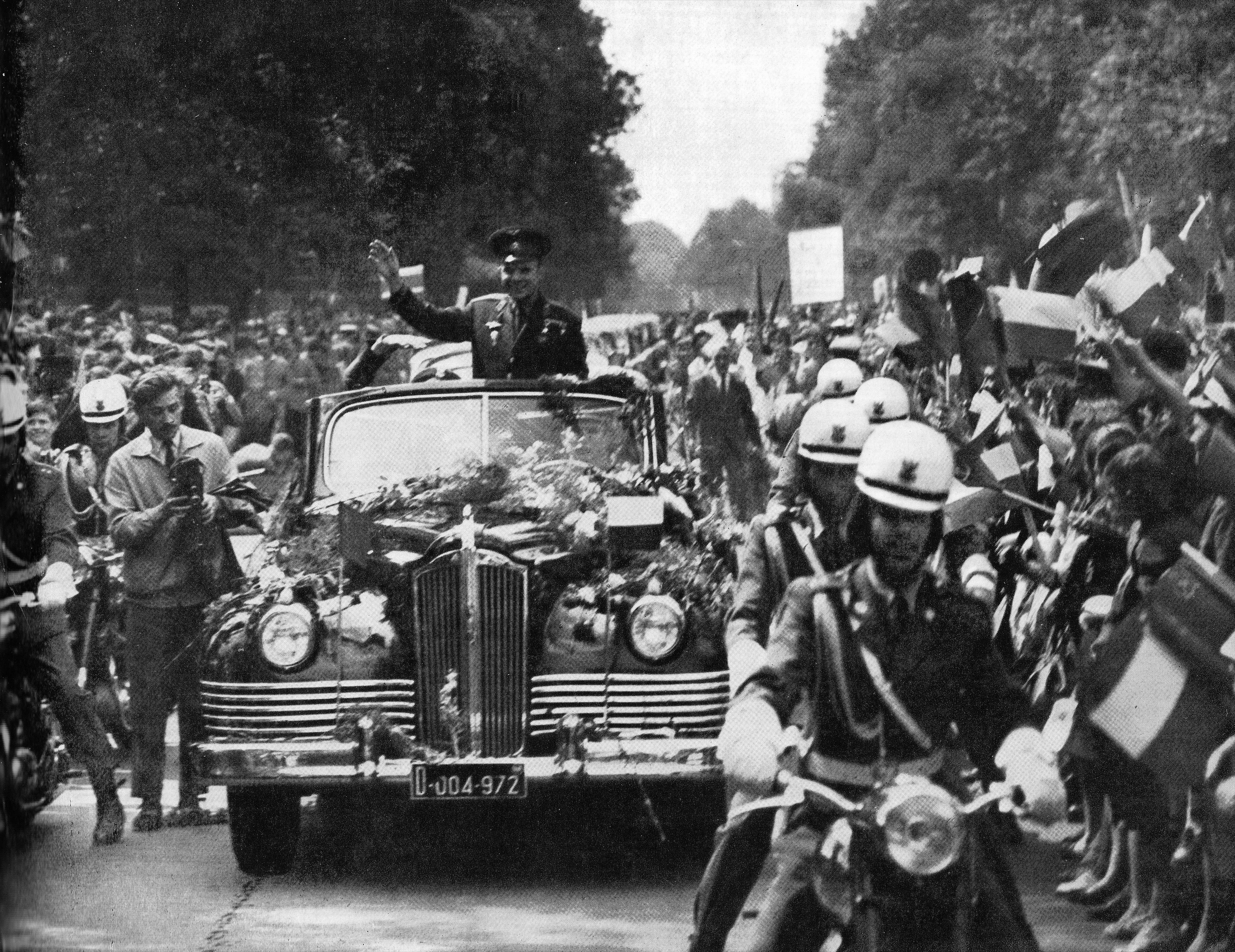
Owacyjne powitanie Jurija Gagarina przez mieszkańców Warszawy (1961)

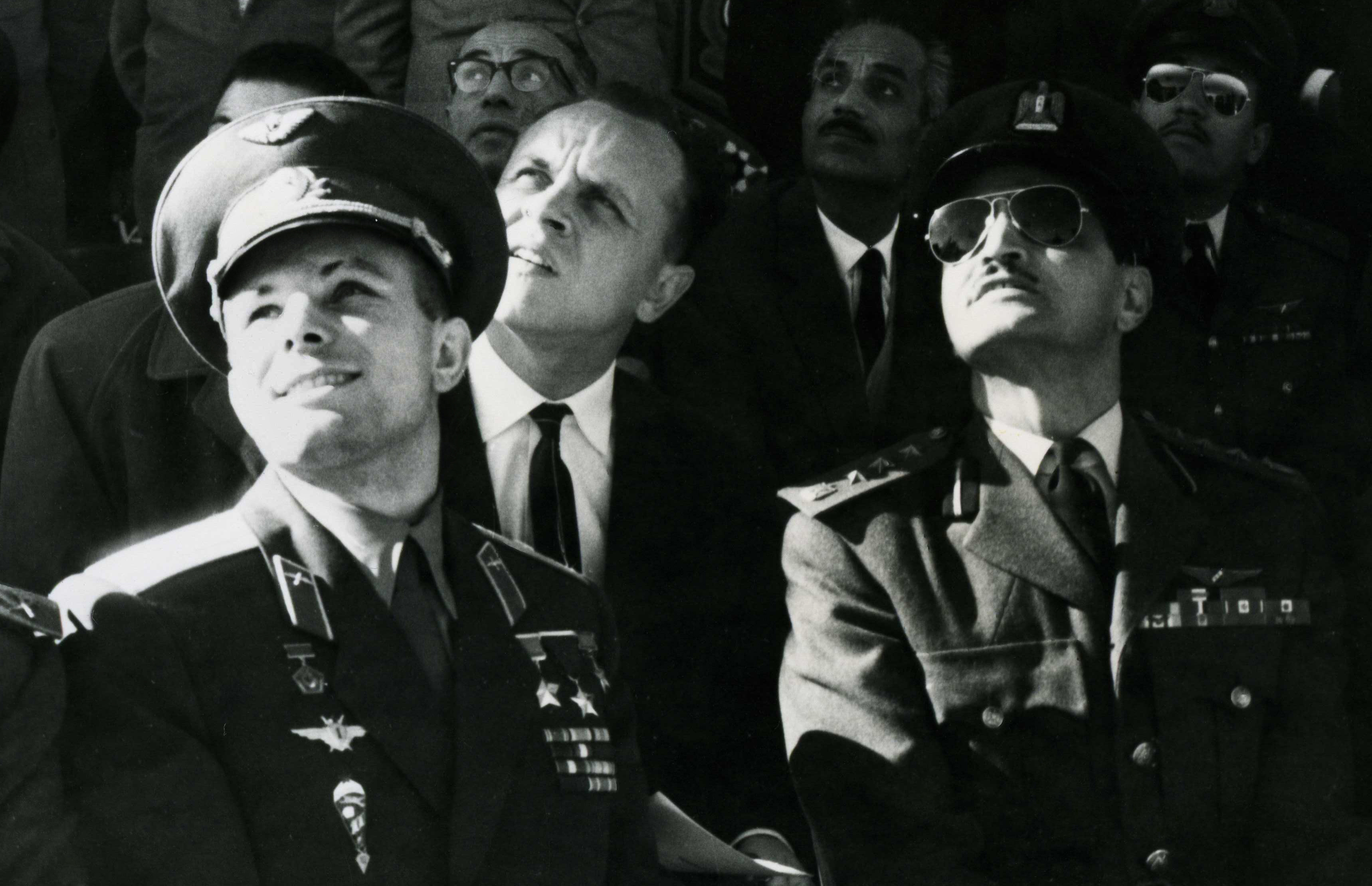
Radziecki kosmonauta obserwujący paradę lotniczą w bazie lotniczej koło Kairu (1962)

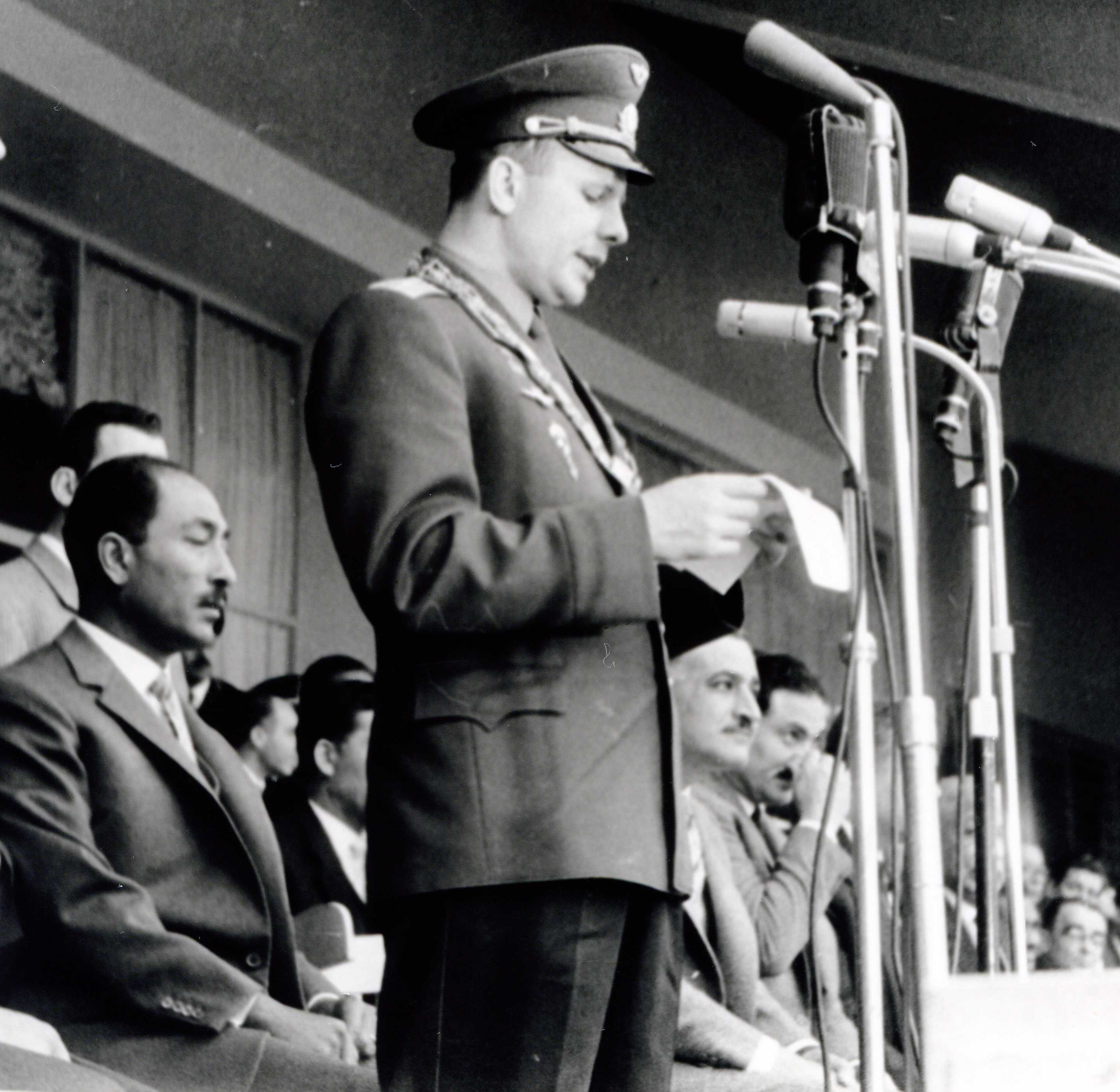
Jurij Gagarin podczas przemowy na stadionie w Kairze. Koło niego siedzą Gamal Abdel Naser oraz Anwar Sadat (1962)

Jurij Aleksiejewicz Gagarin (ros. Юрий Алексеевич Гагарин, ur. 9 marca 1934 w Kłuszynie, zm. 27 marca 1968 w okolicach Kirżacza) – radziecki kosmonauta, pierwszy człowiek w przestrzeni kosmicznej (1961), Bohater Związku Radzieckiego, Lotnik Kosmonauta ZSRR.

## Życiorys

### Okres młodości i szkolenie
Urodził się we wsi Kłuszyno koło Gżacka (przemianowanego w 1968 na Gagarin), w obwodzie smoleńskim. W 1949, po ukończeniu 15 lat, rzucił szkołę średnią (po ukończeniu sześciu klas, „żeby nauczyć się jakiegoś fachu”) w Gżacku. W 1949 został przyjęty do szkoły zawodowej przy zakładach metalowych (fabryka maszyn rolniczych) w Lubiercach. Tam szkolił się na odlewnika i zdobył zawód odlewnika-formierza. W grudniu tego samego roku otrzymał członkostwo w Komsomole. Wiosną 1951 rozpoczął naukę w Szkole Technicznej w Saratowie nad Wołgą. Uprawiał sporty: zimą były to narty i łyżwy, latem lekkoatletyka i koszykówka. Jego pasją stała się nauka latania i skoki spadochronowe.
W 1954 wstąpił do aeroklubu i rozpoczął naukę pilotażu. W lipcu 1954 wykonał pierwszy samodzielny lot na Jaku-18. 24 sierpnia 1955 roku ukończył kurs w saratowskim aeroklubie. W tym samym roku Jurij, w wieku 21 lat, skończył szkołę z najwyższą oceną, został powołany do wojska i rozpoczął szkolenie u pilota testowego Jadgara Akbułatowa w Pierwszej Wojskowej Szkole Pilotów Lotniczych im. Woroszyłowa w Czkałowie nad rzeką Ural. 8 stycznia 1956 złożył przysięgę, w lutym awansował na sierżanta. 26 marca 1957 wykonał pierwszy samodzielny lot odrzutowcem MiG-15. 6 listopada ukończył szkołę z oceną celującą i awansował na stopień porucznika.
Pod koniec lat 50. XX w. był pilotem MiG-ów w 769 pułku lotnictwa myśliwskiego w Łuostari w obwodzie murmańskim, przy kole podbiegunowym w ramach Sił Powietrznych Floty Północnej. 8 marca 1960 wyjechał z bazy Nikiel do Gwiezdnego Miasteczka pod Moskwą. W roku 1960 został jednym z dwudziestu pilotów, którzy rozpoczęli przygotowania do lotów w kosmos. Treningi odbywały się w tajemnicy, a grupa kandydatów do pierwszego lotu w kosmos została potem zmniejszona do sześciu. W szkoleniu wyróżniali się Jurij Gagarin i Gierman Titow. Dopiero w czerwcu 1960 r. Gagarin wstąpił do partii KPZR.
10 kwietnia 1961 Komisja Państwowa zdecydowała, że to właśnie on będzie pierwszym człowiekiem, który poleci na orbitę okołoziemską. O wyborze Gagarina przesądziło jego pochodzenie społeczne z prostej klasy pracującej.

### Lot w kosmos

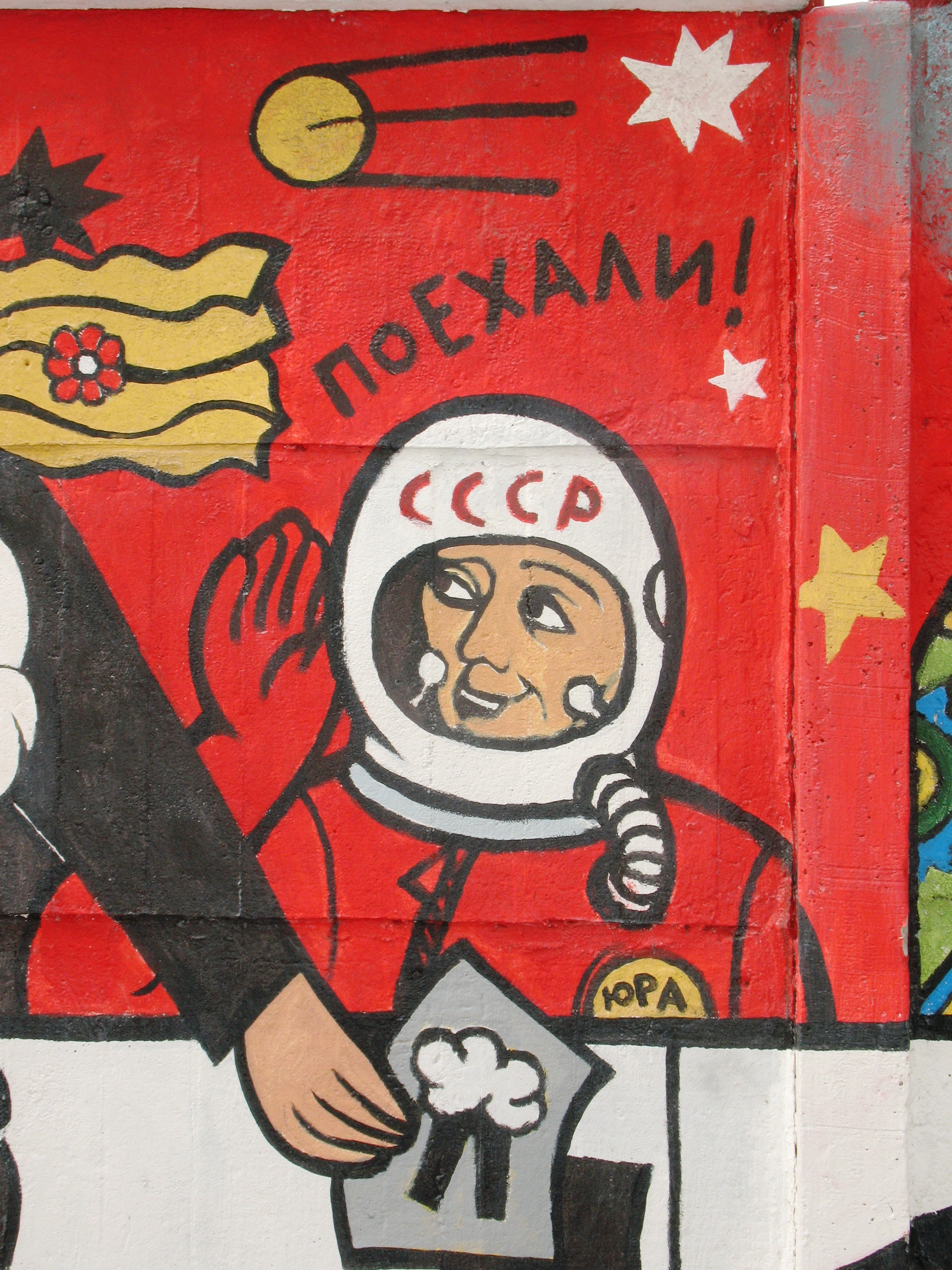
Graffiti, Charków (2008)

Jurij Gagarin stał się pierwszym człowiekiem w przestrzeni kosmicznej i pierwszym sowieckim kosmonautą. Brał udział w jednej misji kosmicznej: Wostok 1. 12 kwietnia 1961 roku odbył w statku kosmicznym Wostok lot po orbicie satelitarnej Ziemi, dokonując jednokrotnego (niepełnego) jej okrążenia w ciągu 1 godziny 48 minut.
Związane z lotem momenty, które przeszły do historii według czasu GMT:
- 06:07 – start statku Wostok 1.
- 07:00 – wiadomość o locie Gagarina podało Radio Moskwa. Był to punkt zwrotny dla całego programu kosmicznego ZSRR. Od tego momentu utajnione informacje o przygotowaniach do lotu i o samym locie były stopniowo ujawniane.
- 07:55 – lądowanie Gagarina. Szczęśliwe zakończenie lotu, największy sukces programu kosmicznego ZSRR i ogromny sukces na arenie międzynarodowej. Pierwszym kosmonautą został obywatel ZSRR.

Był to pierwszy w dziejach ludzkości lot człowieka w przestrzeni kosmicznej. Nie jest jednak jasne, jak należy ten lot sklasyfikować od strony formalnej, gdyż Gagarin nie doleciał swoim statkiem kosmicznym do Ziemi, lecz katapultował się z niego, zresztą zgodnie z planem i osiągnął powierzchnię Ziemi na spadochronie. Fakt ten był początkowo zatajany przez ZSRR co najmniej do czasu uzyskania potwierdzenia przez FAI rekordu wysokości lotu, rekordu czasu lotu i rekordu wielkości masy wyniesionej na orbitę. Niezależnie jednak od sposobu lądowania FAI uznała lot Gagarina.
Hasłem wywoławczym podczas podróży kosmicznej był „Cedr” (ros. Кедр – cedr). W czasie lotu Gagarin śpiewał pieśń Ojczyzna słyszy, Ojczyzna wie (ros.: Родина слышит, Родина знает). Pierwsze wersy pieśni brzmią następująco: Ojczyzna słyszy, Ojczyzna wie | Gdzie jej syn leci w niebo... Ta patriotyczna pieśń została skomponowana przez Szostakowicza w roku 1951 (opus 86), słowa napisał Jewgenij Dolmatowski.
| Data startu      | Statek kosmiczny | Data lądowania   | Statek kosmiczny | Funkcja          | Czas trwania       |
| ---------------- | ---------------- | ---------------- | ---------------- | ---------------- | ------------------ |
| 12 kwietnia 1961 | Wostok 1         | 12 kwietnia 1961 | Wostok 1         | pilot kosmonauta | 1 godzina 48 minut |

### Późniejsze lata
Pod koniec kwietnia 1961 r. Gagarin został wysłany w dwuletnią zagraniczną podróż, która nosiła nazwę „Misja Pokoju”. W jej trakcie odwiedził 30 krajów. W dniach 20–22 lipca 1961 r. Gagarin przebywał w Polsce (Warszawa, Katowice, Zielona Góra) na zaproszenie rządu PRL i PZPR. W czasie lotu orbitalnego został awansowany do stopnia majora. Kolejne awanse: 12 lipca 1962 r. stopień podpułkownika, a 6 listopada 1963 pułkownika. Po locie w kosmos Nikita Chruszczow odznaczył go Orderem Lenina. 
Po powrocie Gagarin został mianowany starszym instruktorem kosmonautów, a następnie dowódcą korpusu kosmonautów. 21 grudnia 1963 roku pułkownik Gagarin został mianowany zastępcą dyrektora ośrodka szkolenia kosmonautów, podlegającemu bezpośrednio Nikołajowi Kamaninowi. Od 1 września 1961 do 2 marca 1968 był studentem Akademii Technicznej Lotnictwa im. N.J. Żukowskiego w Moskwie. 17 lutego 1968 obronił dyplom. Temat pracy dotyczył budowy samolotu kosmicznego ze skrzydłami, nadającego się do wielokrotnego użycia.
Pod koniec lat 60. władze ZSRR planowały, aby Jurij Gagarin był także pierwszym człowiekiem, który wyląduje na Księżycu. Po śmierci Komarowa (24 kwietnia 1967) władze ZSRR, nie chcąc stracić gwiazdy mediów, postanowiły trzymać Gagarina jak najdalej od kosmosu – został wykluczony z lotów kosmicznych. Chciano wykorzystać popularność kosmonauty i dać mu wysokie stanowisko polityczne.

### Śmierć
27 marca 1968 Gagarin i jego instruktor lotniczy Władimir Sieriogin zginęli w katastrofie samolotu treningowego MiG-15 UTI, 21 km od miasta Kirżacz.
Przyczyny katastrofy nie zostały jednoznacznie wyjaśnione. Wszystkie znalezione szczątki samolotu zostały zaspawane w beczkach i przeznaczone do przechowania „na czas nieograniczony”. Według pułkownika Eduarda Szerszera, jednego z członków komisji powołanej do wyjaśnienia „Sprawy Gagarina”, do przyczyn katastrofy, które uznawano za pewne, należały:
- zamocowanie dodatkowych zbiorników z paliwem
- samolot nr 18 otrzymał zgodę na lot bez uprzedniego uzyskania od samolotu zwiadowczego meldunku o warunkach meteorologicznych w rejonie ćwiczeń; ani instruktor, ani pilot nie zostali więc powiadomieni
- na czkałowskim lotnisku nie działał radar, wieża kontrolna nie miała więc możliwości sprawdzenia, na jakiej wysokości faktycznie znajduje się wykonujący zadanie samolot; świadomy był tego również siadający za sterami Sieriogin
- organizując loty, całkowicie zaniedbano prowadzenie dokumentacji wcześniejszych awarii i napraw sprzętu
- wziąwszy pod uwagę powyższe, wieża kontrolna nie powinna była zezwolić na start MiG-owi nr 18 – jeszcze przed startem zostały złamane niemal wszystkie przepisy związane z bezpieczeństwem lotu.

W kilku książkach pojawia się opinia, że w samolocie zatrzymał się silnik, według innych źródeł – w kabinie pilota otwarty był nawiew powietrza, który spowodował dehermetyzację kabiny. Hipotez jest wiele. Prawdziwe przyczyny mogą być wyjaśnione, jeśli dochodzenie w sprawie katastrofy zostanie wznowione.
8 kwietnia 2011 roku Rosyjska Agencja Kosmiczna ogłosiła, że za katastrofę najprawdopodobniej był odpowiedzialny sam Gagarin. Na podstawie odtajnionych dokumentów komisji badającej wypadek poinformowano, że wypadek spowodował manewr wykonany przez pilota.
W sierpniu 2013 podano prawdopodobną przyczynę katastrofy, w której zginął Gagarin. Aleksiej Leonow, który przebywał w pobliżu katastrofy po latach ujawnił okoliczności wypadku. Według jego opisu pilot samolotu Su-15 odbywający lot testowy na wysokości 10 000 metrów zszedł na niższy pułap wbrew procedurze lotu. W wyniku zachmurzenia nie widział samolotu Gagarina i przeleciał niebezpiecznie blisko niego. Prawdopodobnie minął MiG-a o 10-15 metrów. W wyniku tego maszyna, którą pilotował Gagarin, zaczęła obracać się wokół własnej osi, wpadła w korkociąg przy prędkości 750 km na godzinę i w efekcie runęła na ziemię.
Jurij Gagarin został uroczyście pochowany na Cmentarzu przy Murze Kremlowskim.

## Życie prywatne
Ojciec Gagarina, Aleksiej Iwanowicz, był stolarzem, a matka, Anna Timofijewna Gagarina (20 grudnia 1903 – 12 czerwca 1984) pracowała fizycznie jako dojarka w kołchozie. Pochodzenie społeczne przesądziło o wyborze Gagarina na pierwszego oficjalnego kosmonautę – to, że jego ojciec był niewykwalifikowanym robotnikiem, matka zaś pracownicą kołchozu.
Będąc w szkole lotniczej poznał Walentinę Goriaczewą, młodszą od niego o rok, z którą zawarł związek małżeński 27 października 1957 roku. 10 kwietnia 1959 roku urodziła się ich pierwsza córka Lena, a 7 marca 1961 roku druga córka – Gala.
Był ochrzczonym i wierzącym prawosławnym, który ochrzcił swoje dzieci. Zdaniem przyjaciół kosmonautów, przypisywane mu słowa: „Patrzyłem i patrzyłem, ale nigdzie Boga nie widziałem”, nigdy nie zostały przez niego wypowiedziane.
Był licencjonowanym sędzią koszykarskim i posiadał pierwszą kategorię sędziowską w tej dyscyplinie.

## Odznaczenia
Otrzymał m.in.:
- Order Lenina i tytuł Bohatera Związku Radzieckiego (nr 11175)
- Medal jubileuszowy „Dwudziestolecia zwycięstwa w Wielkiej Wojnie Ojczyźnianej 1941–1945”
- Medal „Za rozwój dziewiczych ziem”
- Medal jubileuszowy „40 lat Sił Zbrojnych ZSRR”
- Medal jubileuszowy „50 lat Sił Zbrojnych ZSRR”
- Medal za Wybitną Służbę III klasy
- Krzyż Wielki Orderu Zasługi Lotniczej (Brazylia)
- Order Georgi Dymitrowa
- Order Klementa Gottwalda
- Wielka Wstęga Orderu Nilu
- Order Gwiazdy II klasy (Indonezja)
- Order of the Star of Africa(Liberia)
- Order Karla Marksa
- Order Krzyża Grunwaldu I klasy
- Order Flagi Węgierskiej Republiki Ludowej z Diamentami I klasy
- Universal Astronaut Insignia za lot orbitalny (nr 1, pośmiertnie) – Stowarzyszenie Uczestników Lotów Kosmicznych (Association of Space Explorers(inne języki))[22]

## Upamiętnienia

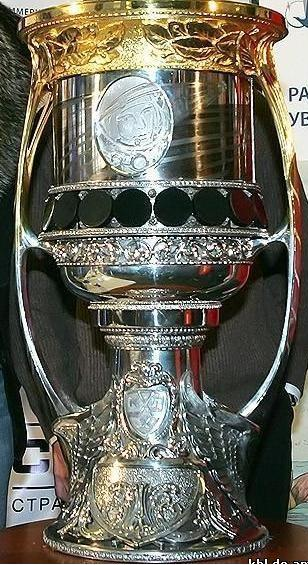
Puchar Gagarina

- Imię Jurija Gagarina nosi miasto Gagarin (dawniej Gżatsk, ros. Гжатск), góry antarktydzkie, krater Gagarin na Księżycu, planetoida (1772) Gagarin, złoty medal FAI, plac w Moskwie, gdzie znajduje się 40-metrowy monument kosmonauty. Na cześć Gagarina nazwano statek naukowo-badawczy Kosmonauta Jurij Gagarin.

- W 2023 roku ustanowiono na jego cześć Order Gagarina, wysokie rosyjskie odznaczenie państwowe[23].

- Powstała w 2009 rosyjska liga w hokeju na lodzie, Kontinientalnaja Chokkiejnaja Liga stworzyła Puchar Gagarina – trofeum przyznawane za wygranie rozgrywek, a w praktyce za zdobycie Mistrzostwa Rosji. Mianowanie Gagarina patronem pucharu odnosi się do faktu, iż był zapalonym kibicem hokeja.

- W wielu miastach można spotkać ulice, place, aleje, parki, kluby, szkoły noszące imię Gagarina. W latach 60. XX wieku w ZSRR panowała moda na nadawanie dzieciom imienia Jurij[24][25][26].

- W ZSRR wybito dwie pamiątkowe monety z okazji 20. i 30. rocznicy lotu Gagarina: 1 rubel (1981, miedź-nikiel) oraz trzyrublową (1991, srebro). W roku 2001 dla upamiętnienia pierwszego lotu człowieka w kosmos wyemitowano w Rosji serię czterech monet z podobizną Gagarina: dwurublową (miedź-nikiel) i trzyrublową (srebro), 10-rublową (miedź-nikiel) oraz 100-rublową (srebro).

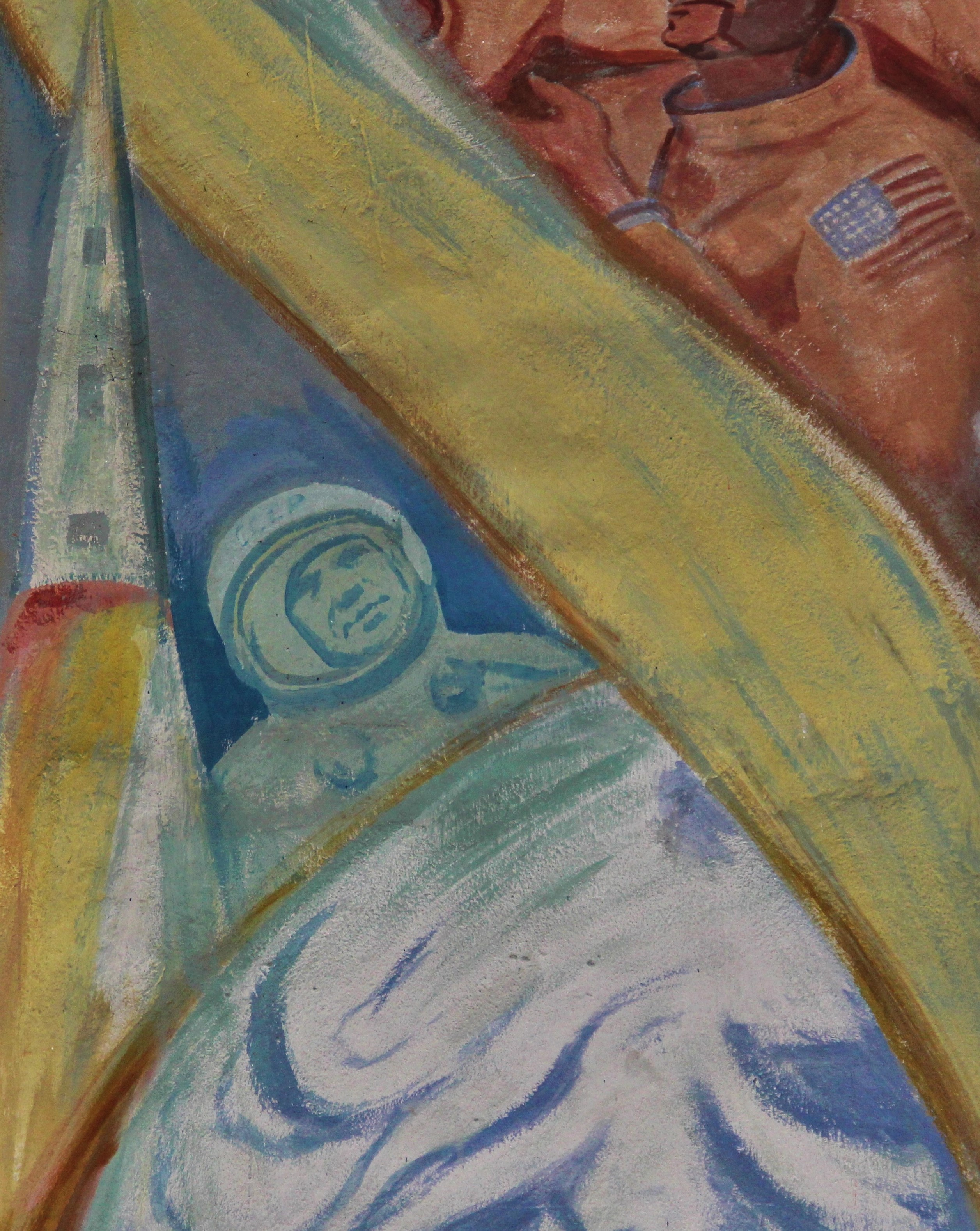
Fragment "Drogi Krzyżowej" z chojnowskiego kościoła farnego, przedstawiający wizerunek Jurija Gagarina

- Wizerunek Jurija Gagrina został uwieczniony przez malarza Piotra Wróblewskiego na zrealizowanej w latach 1969–1970 "Drodze Krzyżowej" – malowidle naściennym wewnątrz XIV-wiecznego kościoła farnego Świętych Apostołów Piotra i Pawła w Chojnowie. Do przedstawienia pasyjnego wprowadzona została także m.in. załoga misji Apollo 11[27].

W muzyce:
- Ундервуд(inne języki)/Undervud, utwór „Гагарин, я вас любила” („Gagarin, ja pana kochałam!”)
- Top One, utwór „Gagarin”
- Jean-Michel Jarre, utwór „Hey Gagarin” (album Metamorphoses)
- Public Service Broadcasting(inne języki), utwór „Gagarin” (album The Race for Space(inne języki))
- XS Project, utwór „Gagarin”

## Filatelistyka i numizmatyka

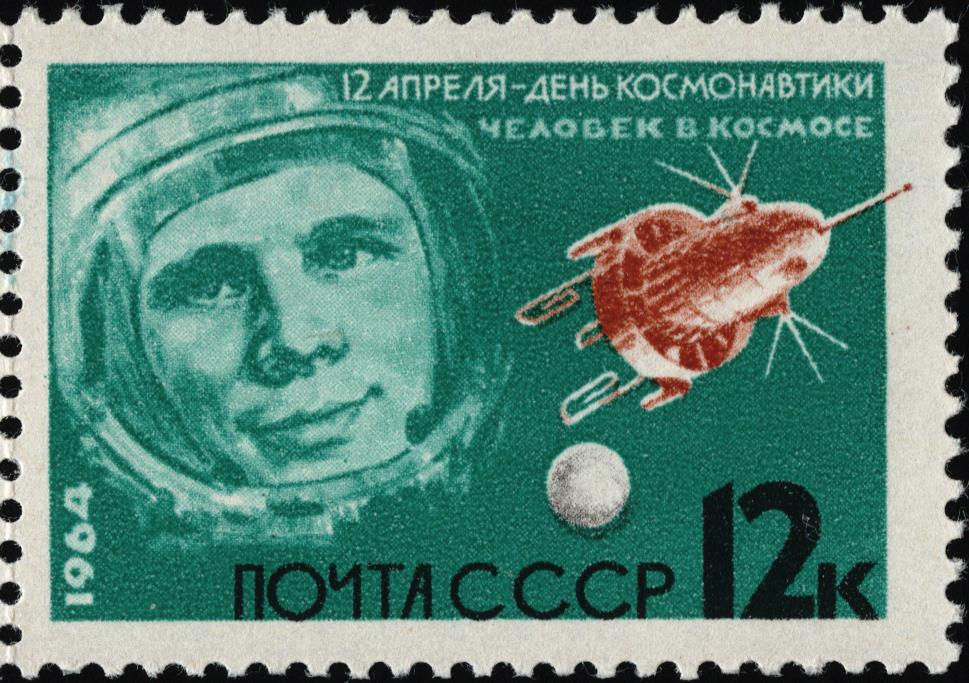
Radziecki znaczek pocztowy z 1964 roku na cześć podróży Gagarina.
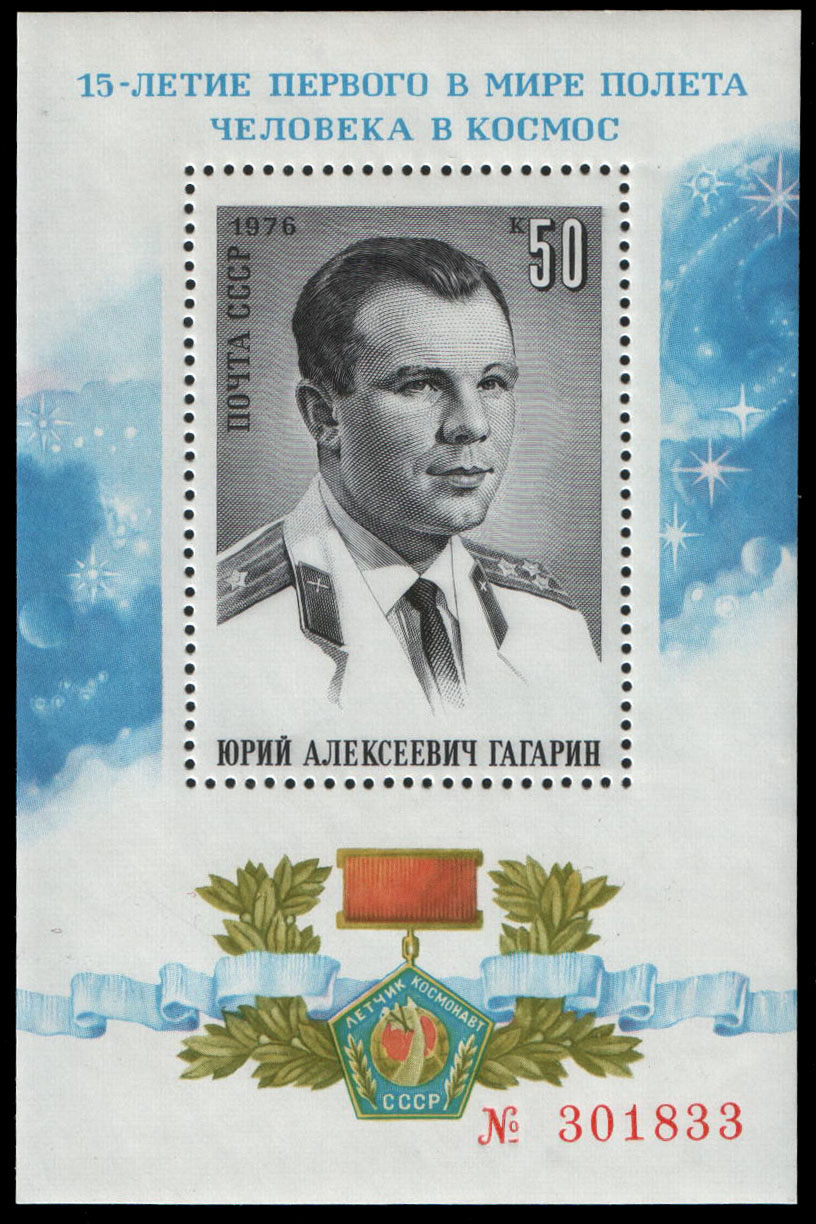
Blok pocztowy ZSRR, 1976
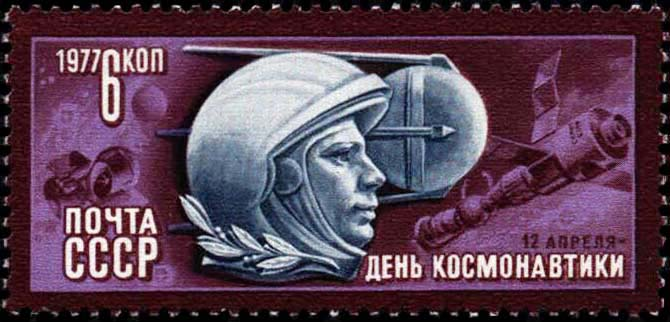
Znaczek pocztowy ZSRR, 1977
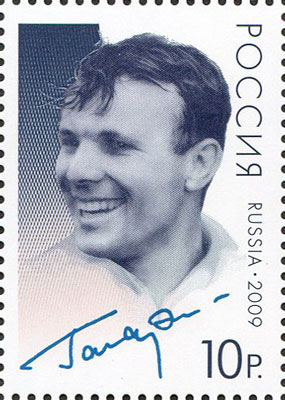
Znaczek pocztowy z okazji 75. rocznicy urodzin kosmonauty z wcześniej niepublikowanym zdjęciem.
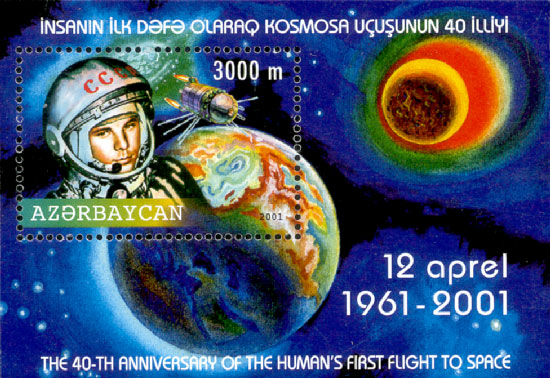
Znaczek pocztowy, Azerbejdżan, 2001
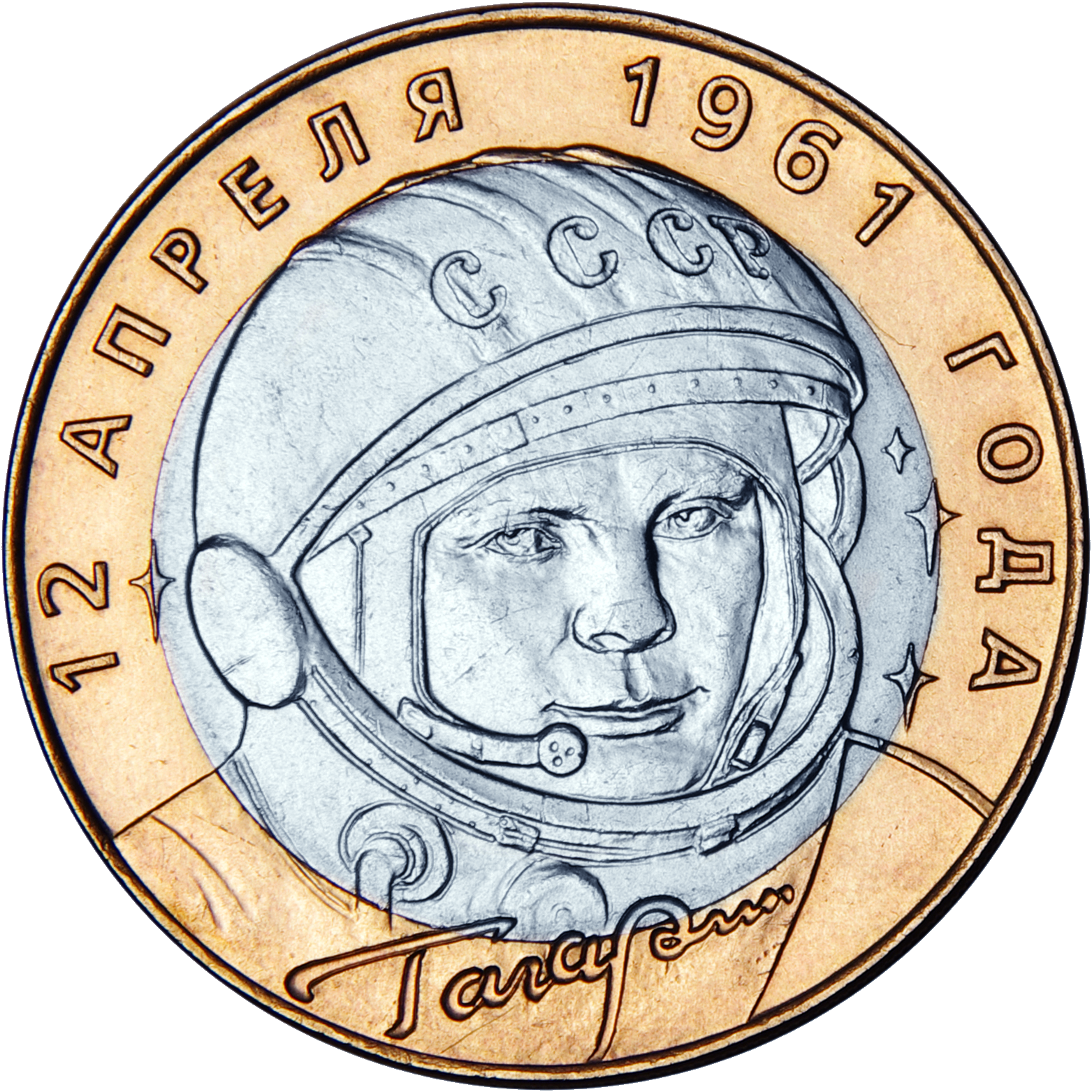
Rosyjska dziesięciorubowa moneta z 2001 roku z wizerunkiem Gagarina.
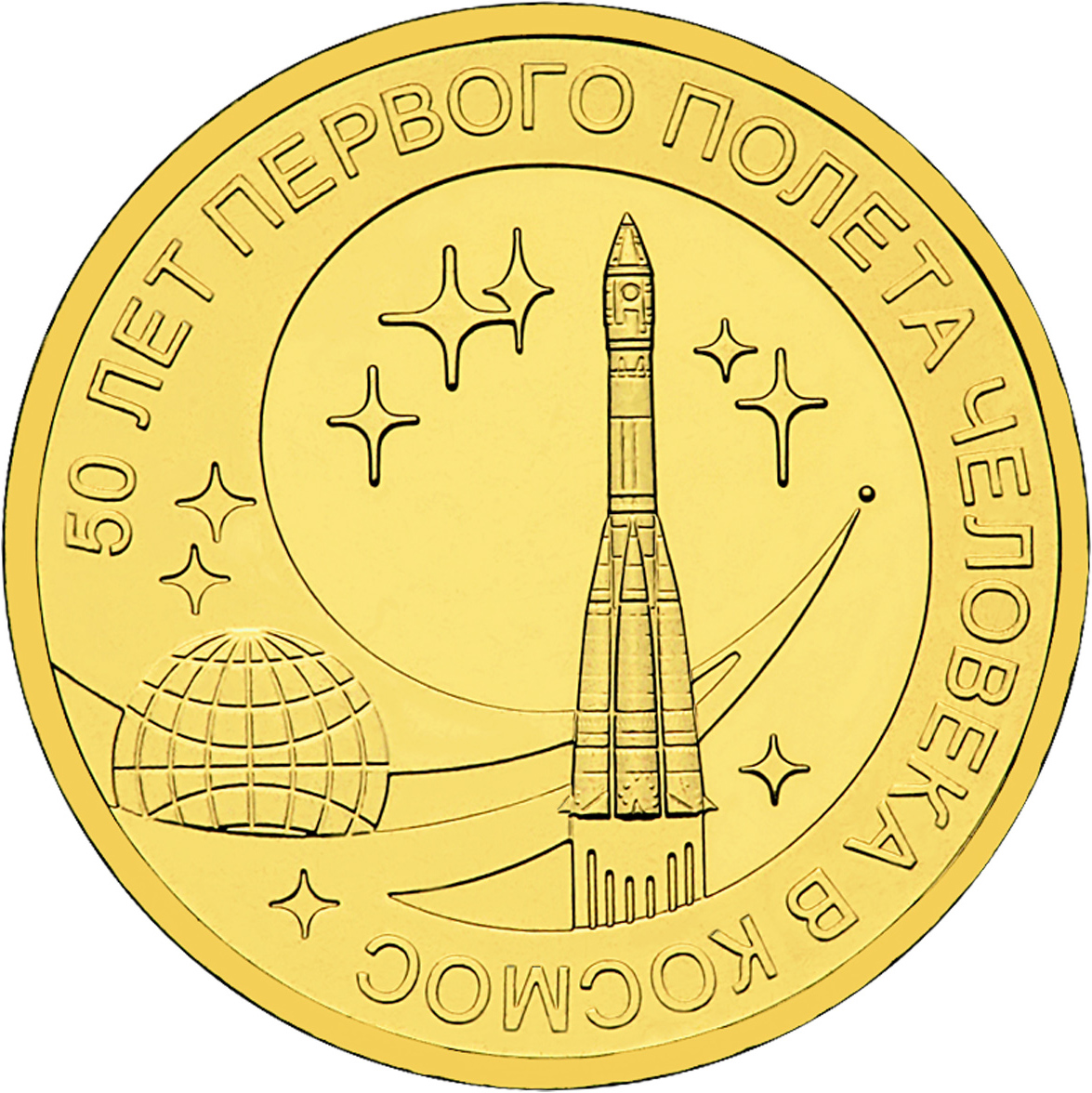
„50 lat pierwszego lotu człowieka w kosmos”, Rosja, 2011
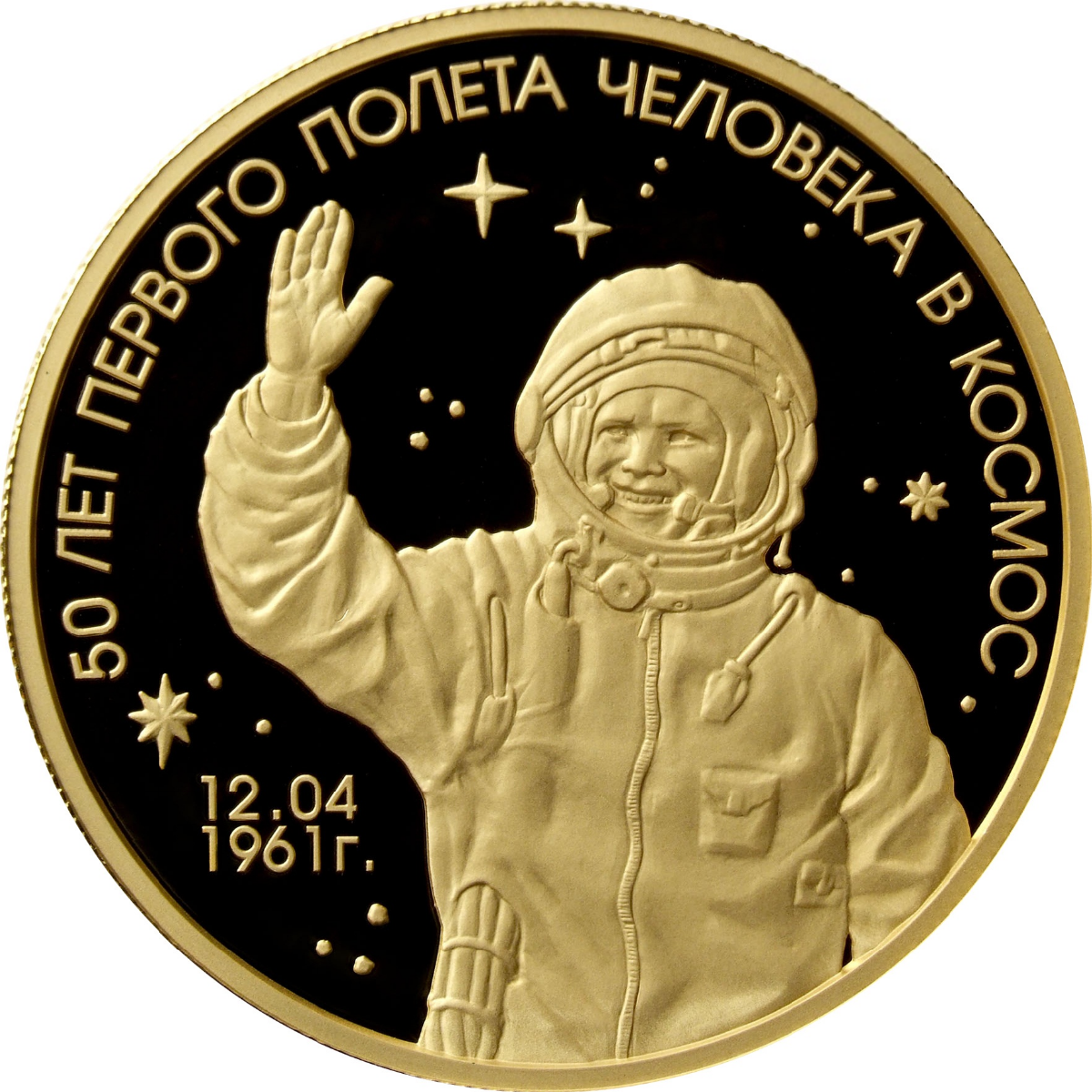
Pamiątkowa złota moneta o nominale 1000 rubli, wyemitowana w 50. rocznicę pierwszego lotu człowieka w kosmos.
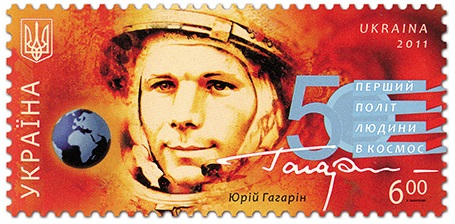
Znaczek pocztowy, Ukraina, 2011
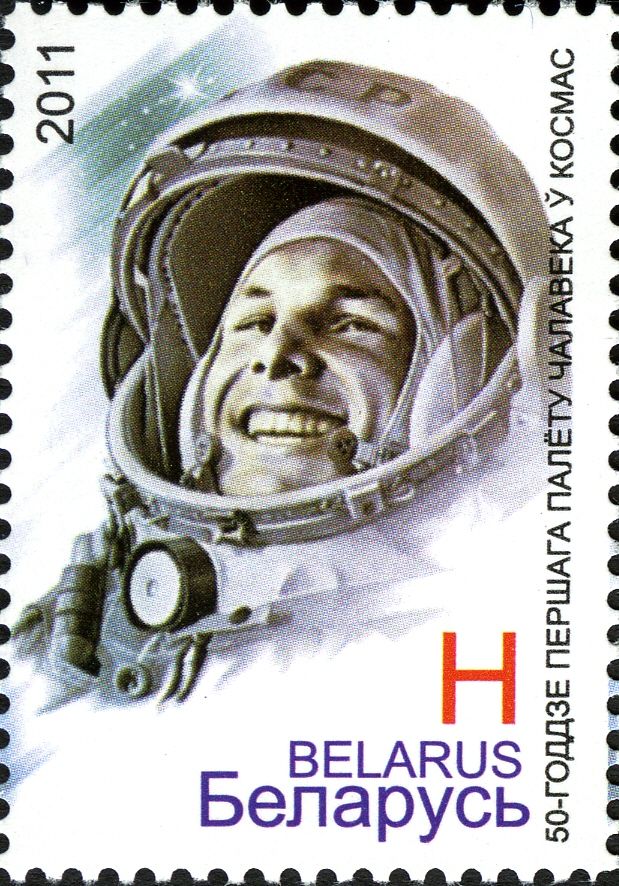
Znaczek pocztowy, Białoruś, 2011